# Sklepienie kolebkowe

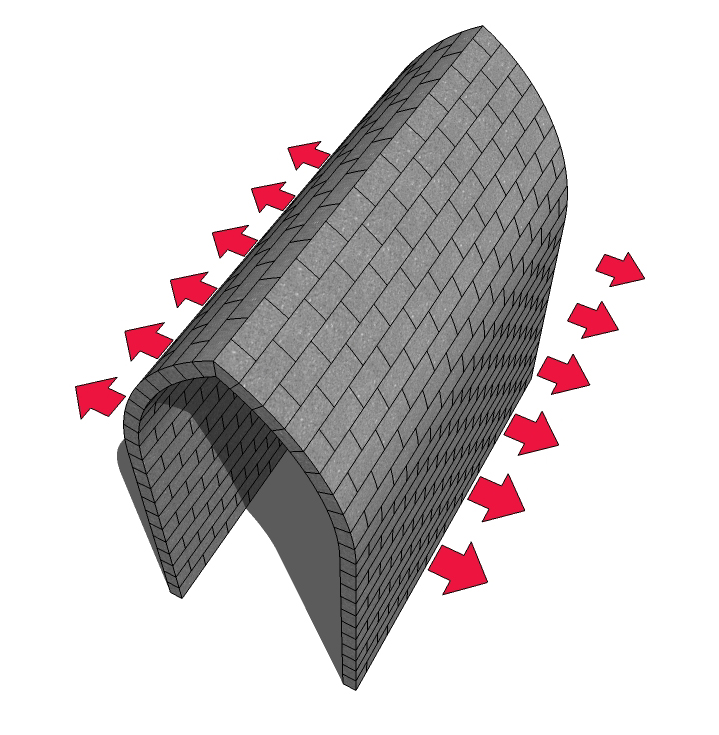
Sklepienie kolebkowe ostrołukowe wskazujące kierunek sił bocznych

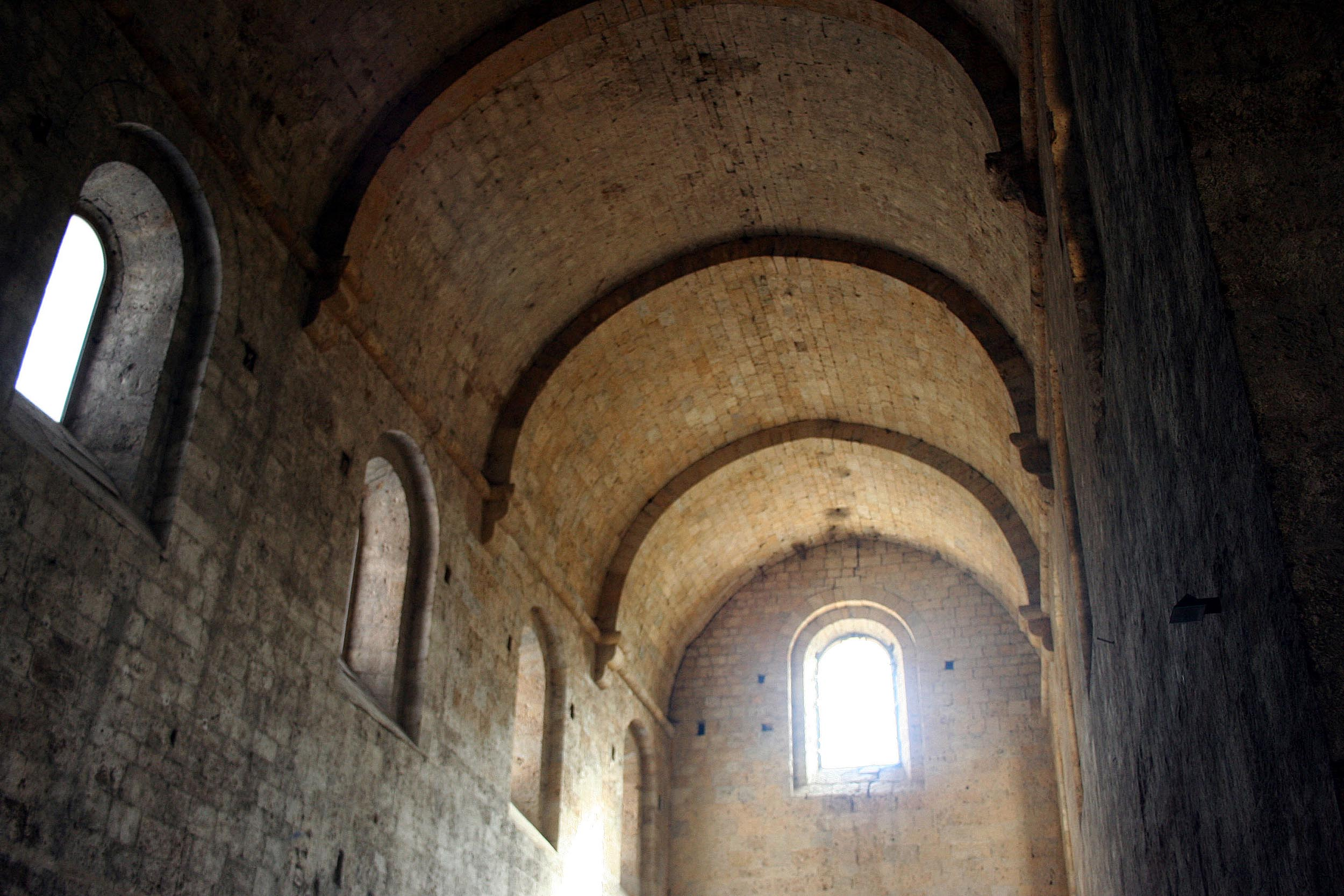
Sklepienie kolebkowe stylu romańskiego

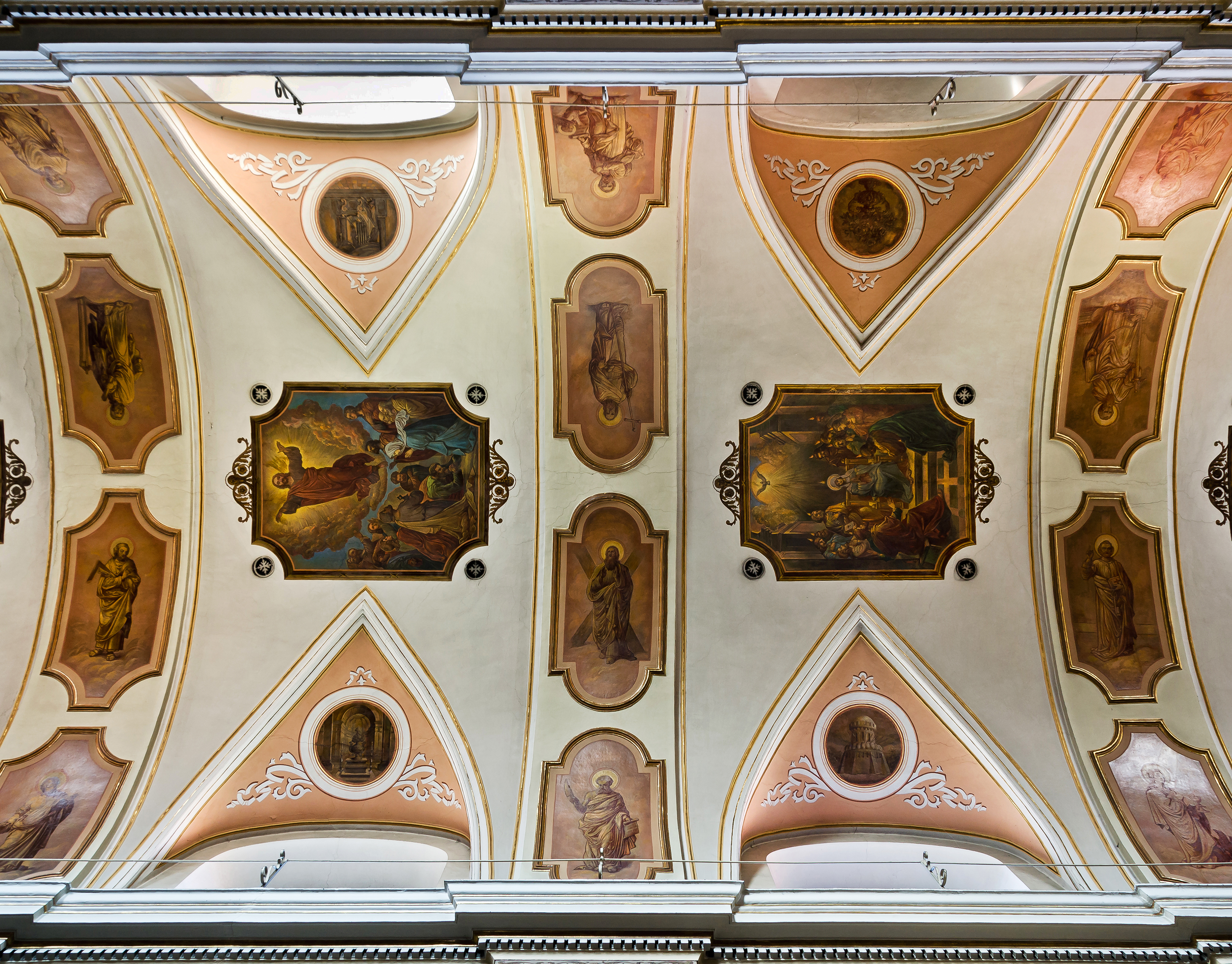
Barokowe sklepienie kolebkowe zdobione malarstwem ściennym

Sklepienie kolebkowe (beczkowe) – sklepienie to jest elementem architektonicznym utworzonym przez pojedynczą krzywiznę (lub parę krzywych w przypadku sklepienia kolebkowego ostrołukowego) na określoną odległość. Krzywe mają zazwyczaj okrągły kształt, co nadaje całości półcylindryczny wygląd w kształcie połowy leżącego walca przeciętego wzdłuż płaszczyzny poziomej. Sklepienie kolebkowe jest najprostszą formą sklepienia. Praktycznie właściwie jest to szereg łuków umieszczonych obok siebie (tj. jeden po drugim). Wykonywane z ciosów kamiennych w kształcie klińca przewiązanych z zasadą mijania spoin. Kolebka sklepienia oparta jest na ścianach podłużnych (ustawionych wzdłuż osi sklepienia). Ściany przejmują obciążenie pionowe i poziome (ciężar i rozpór).

Dach kolebkowy

## Rodzaje
Ze względu na kształt sklepienie może być:
- odcinkowe – przekrój poprzeczny jest odcinkiem koła
- podniesione – przekrój poprzeczny jest połową elipsy lub linii koszowej ustawionej na osi krótszej
- spłaszczone – przekrój poprzeczny jest połową elipsy lub linii koszowej ustawionej na osi dłuższej

Ponadto sklepienie może być:
- stożkowe – ustawione jest nad pomieszczeniem o rzucie w kształcie trapezu
- wzniesione – oś nachylona jest pod kątem (ściany zmieniają wysokość)
- proste – oś jest linią prostą prostopadłą do czoła sklepienia
- skośne – oś jest linią prostą ustawioną pod kątem do czoła
- spiralne – oś przebiega na linii spiralnej(inne języki)

Odmianą sklepienia kolebkowego jest sklepienie kolebkowe z lunetami.
- Sklepienie pseudokolebkowe (strop pseudokolebkowy) – strop (najczęściej drewniany) opracowany w formie sklepienia kolebkowego.

## Historia
Sklepienie kolebkowe było znane i wykorzystywane przez wczesne cywilizacje, w tym przez starożytny Egipt i Mezopotamię. Nie była to powszechna metoda budowy w tych cywilizacjach. Persowie i Rzymianie jako pierwsi zrobili z nich znaczący użytek architektoniczny. Technika prawdopodobnie wyewoluowała z konieczności przekrycia budynków dachami z elementami murowanymi, takimi jak cegły lub bloki kamienne, w miejscach, gdzie dostęp do drewna był ograniczony. Najwcześniejszym znanym przykładem sklepienia tunelowego jest sklepienie znalezione pod sumeryjskim zigguratem w Nippur w Babilonii, przypisywane około 4000 lat p.n.e., które zostało zbudowane z wypalanych cegieł połączonych zaprawą glinianą. Najwcześniejsze sklepienia tunelowe w Egipcie znajdują się w Requagnah i Denderah, z około 3500 r. p.n.e. Zostały one zbudowane z suszonej na słońcu cegły w trzech pierścieniach nad przejściami schodzącymi do grobowców o rozpiętości zaledwie dwóch metrów.
Persowie i Rzymianie byli pierwszymi, którzy szeroko zastosowali tę metodę budowania w projektach na dużą skalę i prawdopodobnie jako pierwsi użyli rusztowań, aby pomóc im w budowie sklepień o większej szerokości, które nawet dzisiaj zdumiewają swoją wielkością. Jednak rzymscy budowniczowie stopniowo zaczęli preferować stosowanie sklepień krzyżowych; choć bardziej skomplikowane w budowie, ten typ sklepienia nie wymagał ciężkich, grubych ścian do podparcia i pozwalał na bardziej przestronne budynki z większymi otworami i znacznie większą ilością światła do wewnątrz, takich jak termy. Po upadku Cesarstwa Rzymskiego przez kilka stuleci powstało tylko kilka budynków, które wymagałyby solidnych sklepień. Powrót sklepienia kolebkowego nastąpił we wczesnym okresie romańskim, w którym grube, ciężkie mury zapewniały możliwość jego utrzymania. Jednym z największych i najsłynniejszych kościołów zamkniętych z góry ogromnym sklepieniem kolebkowym był kościół opactwa Cluny, zbudowany między XI a XII wiekiem.
W XIII i XIV w., wraz z postępem nowego stylu gotyckiego, sklepienie kolebkowe prawie zaginęło w konstrukcjach wielkich gotyckich katedr; Początkowo najczęściej stosowano sklepienia krzyżowe wzmocnione żebrami kamiennymi, a później powstały różnego rodzaju efektowne, bogato zdobione i złożone sklepienia średniowieczne. Jednak wraz z nadejściem stylu renesansowego i barokowego oraz ożywieniem zainteresowania sztuką i architekturą starożytności, sklepienia kolebkowe zostały ponownie wprowadzone na prawdziwie okazałą skalę i wykorzystane w budowie wielu słynnych budynków i kościołów, takich jak Bazylika di Sant'Andrea w Mantui – Leone Battista Alberti, San Giorgio Maggiore Andrei Palladio w Wenecji i być może najwspanialsza ze wszystkich Bazylika Świętego Piotra w Rzymie, gdzie ogromne sklepienie kolebkowe obejmuje nawę główną o szerokości 27 m.